# Сан-Исидро-Паскуаль-Ороско
Сан-Исидро-Паскуаль-Ороско (исп. San Isidro Pascual Orozco) — посёлок в Мексике, штат Чиуауа, входит в состав муниципалитета Герреро. Численность населения, по данным переписи 2010 года, составила 1263 человека.

## История
Поселение было основано в XVII веке миссионерами-иезуитами под названием Сан-Исидро в честь Святого Исидора.
24 ноября 1934 года поселение было переименовано в Ороско в честь революционера Паскуаля Ороско — уроженца этого посёлка. В дальнейшем было решено объединить названия и переименовать посёлок в Сан-Исидро-Паскуаль-Ороско.